# Eladio de Souza
Eladio de Souza (* im 20. Jahrhundert) ist ein ehemaliger uruguayischer Fußballspieler.

## Karriere

### Verein
Defensivakteur De Souza ist der Onkel väterlicherseits der Brüder Julio und Marcelo De Souza. Er spielte auf Vereinsebene 1958 für den Club Atlético Peñarol in der Primera División. Sein Verein gewann in jener Saison die Uruguayische Meisterschaft. 1960 siegte er mit dem Club Atlético Defensor bei der Erstaustragung der Copa Artigas. Auch 1962 stand er in Reihen Defensors.

### Nationalmannschaft
De Souza war Mitglied der A-Nationalmannschaft Uruguays. Für die Celeste absolvierte er von seinem Debüt am 15. Juli 1961 beim 1:1-Unentschieden gegen das bolivianische Nationalteam bis zu seinem letzten Einsatz am 22. April 1962 bei der 1:3-Niederlage gegen die CSSR insgesamt acht Länderspiele. Ein Länderspieltor erzielte er nicht. Allerdings wird für ihn teilweise auch ein Mitwirken beim mit 0:5 verlorenen Länderspiel gegen die UdSSR am 27. April 1962 geführt. Unter anderem kam er in den beiden WM-Qualifikationsspielen gegen die Auswahl Boliviens am 15. und 30. Juli 1961 zum Einsatz.

### Erfolge
- Uruguayischer Meister: 1958
- Copa Artigas: 1960